# 朝枝伸爾
朝枝 伸爾（あさえだ しんや、1989年3月2日）は、日本の投資家、実業家。

## 人物
山口県周南市生まれ。2004年、山口県立柳井高校に入学。2007年、近畿大学経済学部入学。在学中に為替取引を始める。2013年、株式会社イノクルを設立。起業支援事業、投資家育成事業などを中心に事業を展開している。